# Šarišské Jastrabie
Šarišské Jastrabie (węg. Felsőkánya) – wieś (obec) na Słowacji w kraju preszowskim, powiecie Lubowla. Tworzy zwartą zabudowę wzdłuż potoków Vesné i Bane. Pod względem geograficznym znajduje się w Górach Czerchowskich. Pierwsza wzmianka pisemna o miejscowości pochodzi z roku 1435.

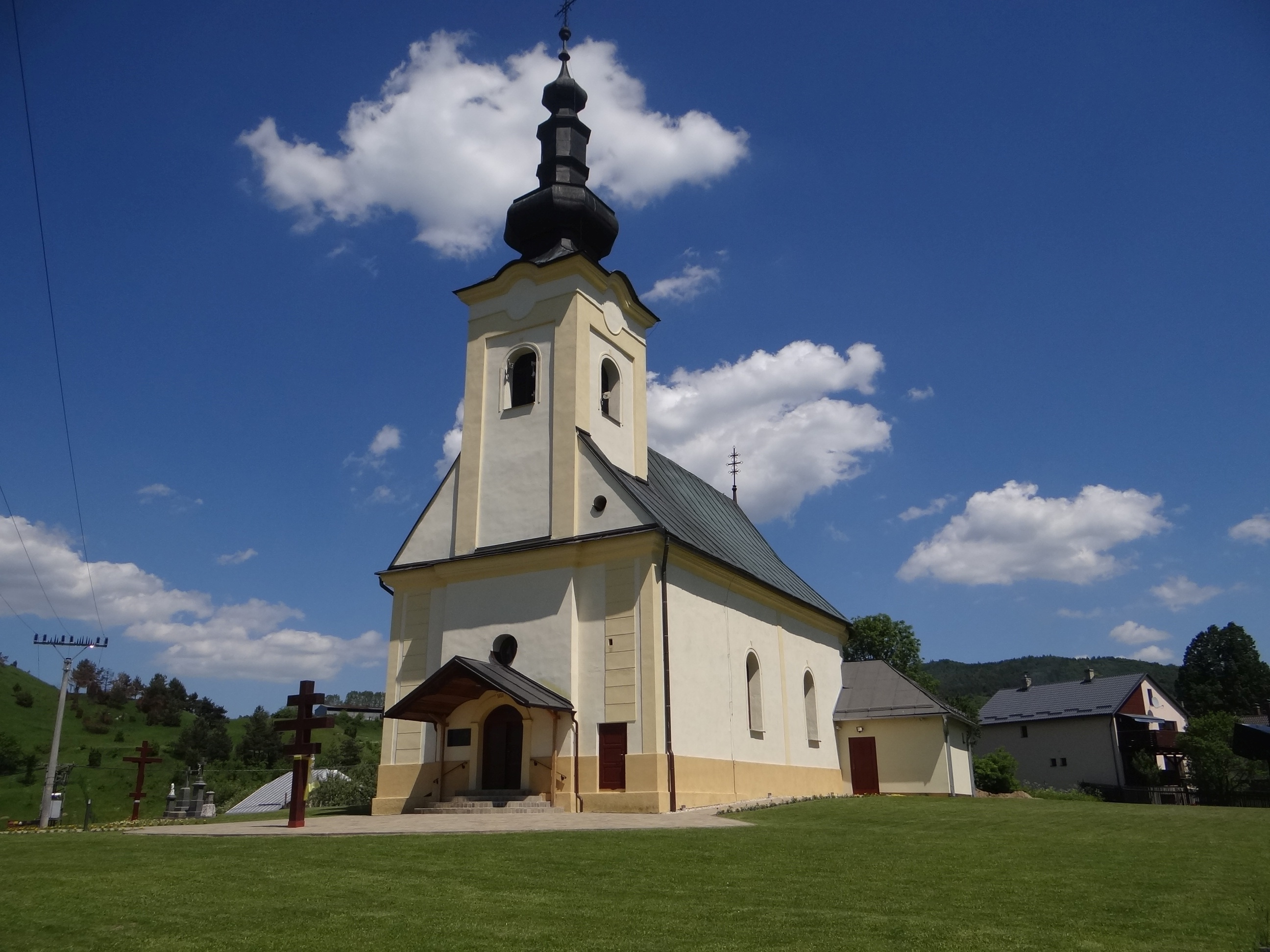
Kościół
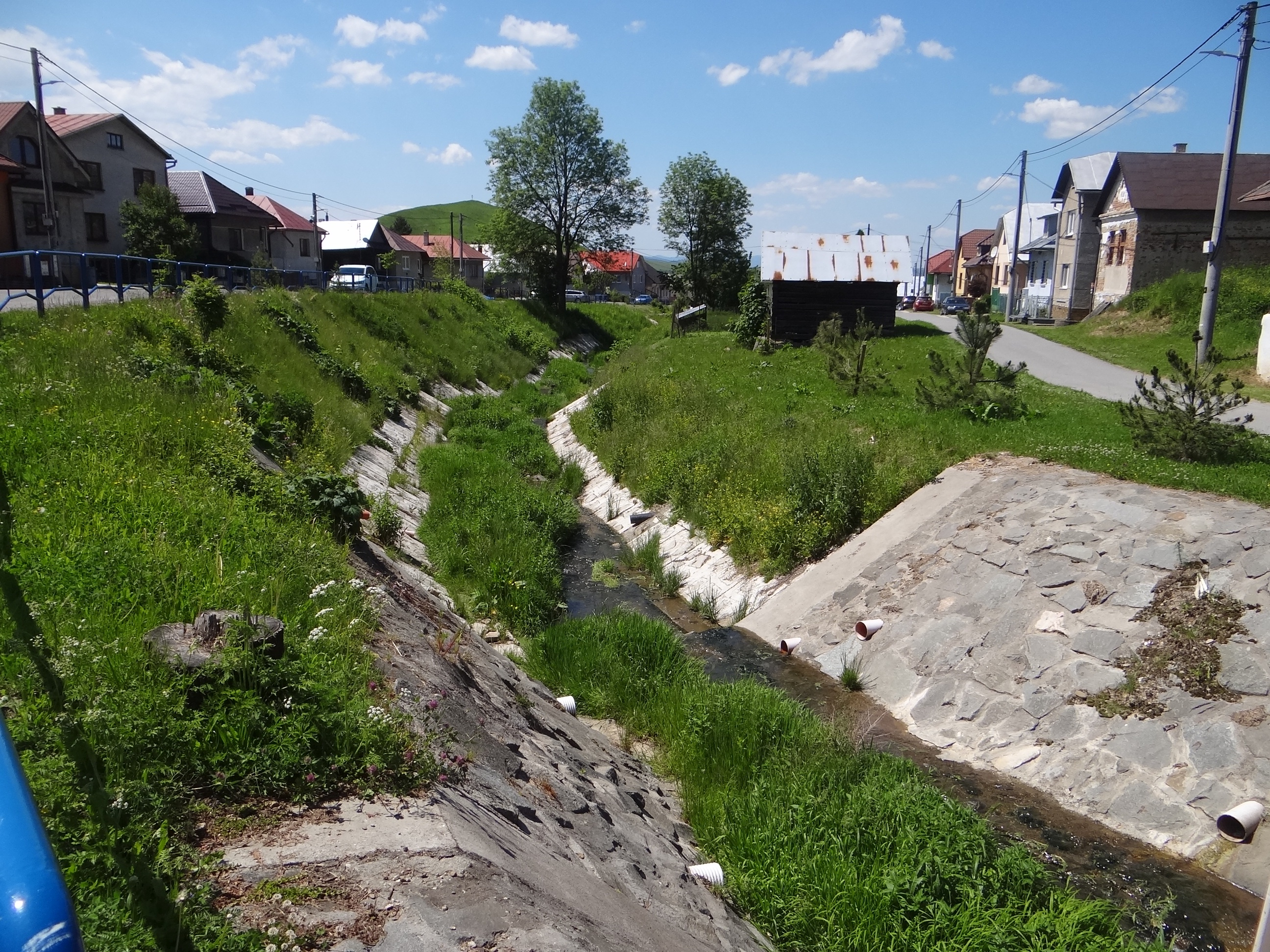
Fragment miejscowości
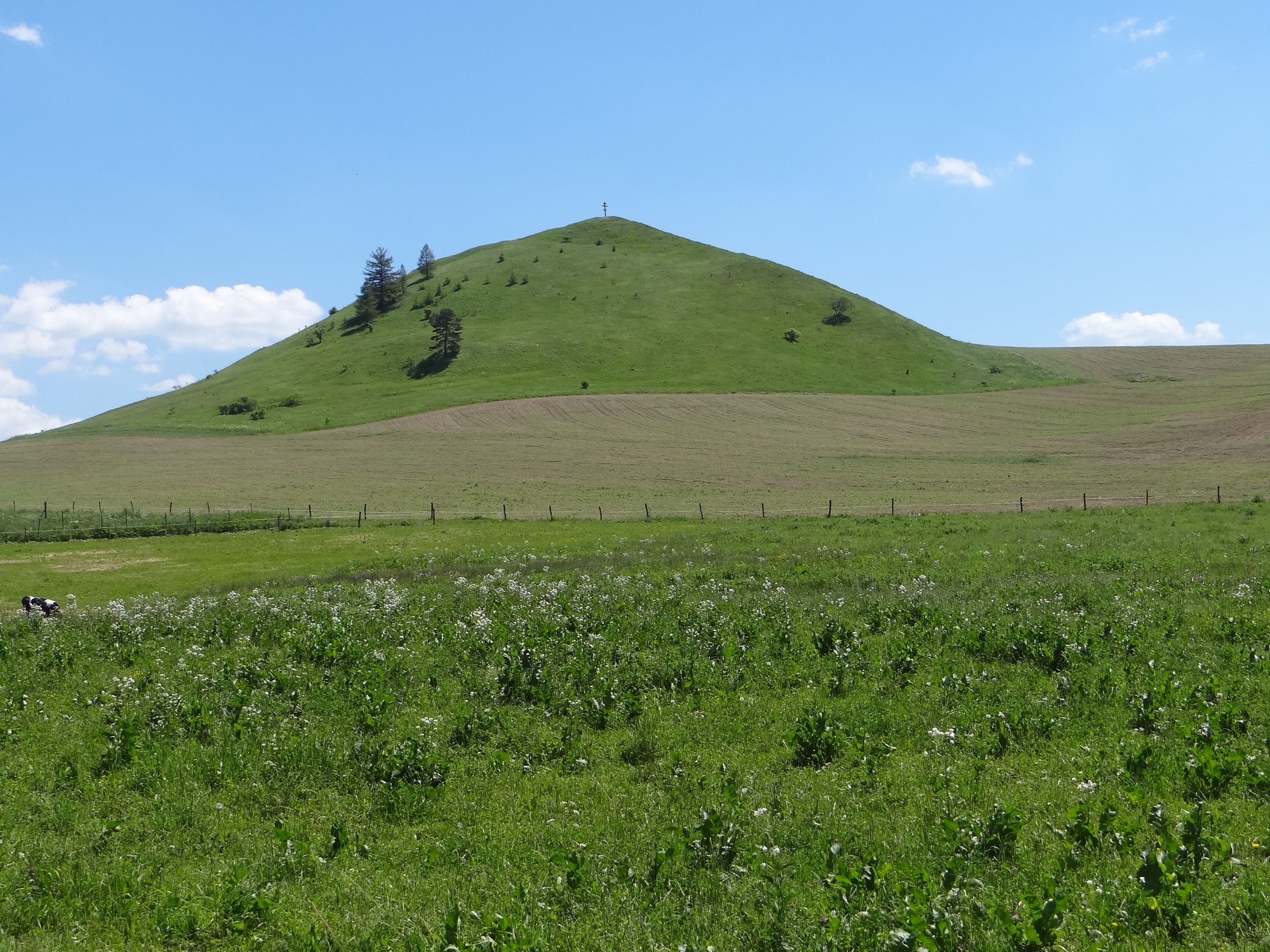
Okrúhly kopec